# Monster Formal Wear
Monster Formal Wear es un EP editado bajo el sello independiente Crazy Love Records en el 2004 
por la banda de psychobilly australiana Zombie Ghost Train. 
El EP tiene un listado de 7 tracks, entre los cuales se encuentra el cover de la canción 20 Flight Rock y otro cover de la clásica Blue Moon Of Kentucky del cantante y compositor Bill Monroe. 

## Listado de canciones
1. On The Line
2. Devil Child
3. In The Shadows
4. Go-Go Mummy
5. Mad Mummy Daddy
6. 20 Flight Rock
7. Blue Moon Of Kentucky